# جسر فوروشيلوفسكي
 جسر فوروشيلوفسكي يقع في مدينة روستوف-نا-دونو على ويمر عبر نهر الدون في روسيا. تم بناء الجسر بين عامي 1961 و 1965 وفقًا لمشروع المهندس كوزنتسوف والمهندس كليمان. الطريق الذي يمر الجسر يربط روستوف مع باتايسك و آزوف. أخذ الجسر اسمه من الطريق الذي يحمل الاسم نفسه، والذي يعتبر استمرارًا له.

## تاريخ
تم بناء الجسر بين عامي 1961 و 1965. وكان ذلك نتيجة عمل المهندس كوزنيتسوف والمهندس المعماري كليمان. أكمل بناء جسر فوروشيلوفسكي خطة إعادة بناء دون بعد الحرب العالمية الثانية ، التي بدأها في عام 1947 نيكولاي باتوليتشيف، السكرتير الأول للجنة الإقليمية في روستوف. تم بناء الجسر بتقنية جديدة في وقته. كانت الكتل الخرسانية التي يصل وزنها إلى 30 طناً متصلة من غير اللحامات العادية أو المسامير، كما كان الحال من قبل، ولكن استعمل الغراء.
في البداية، تم تصميم جسر فوروشيلوفسكي ليعمل بسعة 19 ألف سيارة في اليوم. ومع ذلك، مع زيادة عدد السيارات في المدينة، زاد الحمل على الهيكلة أيضا إلى 48ء50 سيارة في اليوم. فبنيت في عام 2010 ، جسر تيميرنيتسكي لتفريغ جسر فوروشيلوفسكي.